# Empis valdiviana
Empis valdiviana är en tvåvingeart som beskrevs av Philippi 1865. Empis valdiviana ingår i släktet Empis och familjen dansflugor. Inga underarter finns listade i Catalogue of Life.